# Della Robbia
Della Robbia je priimek. Znamenite osebe s priimkom so:
- Luca della Robbia (1400–1481), italijanski kipar
- Andrea della Robbia (1435–1525), italijanski kipar, nečak Luce
- Giovanni della Robbia (1469–1529), sin Andrea
- Girolamo della Robbia (1488–1566), sin Andrea